# Луїс Фернандо Тена
Луїс Фернандо Тена (ісп. Luis Fernando Tena, нар. 20 січня 1958, Мехіко) — мексиканський футболіст, що грав на позиції півзахисника. Виступав у складі низки мексиканських клубів, найдовше за клуб «Некакса». По завершенні ігрової кар'єри — тренер. З 2021 року очолює тренерський штаб національної збірної Гватемали. Чемпіон Мексики (як тренер). Володар Кубка чемпіонів КОНКАКАФ (як тренер). У складі олімпійської збірної — олімпійський чемпіон (як тренер).

## Ігрова кар'єра
Луїс Фернандо Тена дебютував у дорослому футболі 1976 року в складі команди «Некакса», в якій грав до 1982 року, взявши участь у 190 матчах чемпіонату. З 1982 до 1983 року Тена грав у складі команди «Оастепек», а з 1983 до 1986 року грав у складі команди «Гвадалахара». У 1987—1988 роках футболіст грав у складі команди «Атланте», після чого завершив виступи на футбольних полях.

## Кар'єра тренера
З 1994 року Луїс Фернандо Тена розпочав тренерську кар'єру, очоливши тренерський штаб клубу «Крус Асуль», де пропрацював з 1994 по 1996 рік, та привів клуб до перемоги в Кубку чемпіонів КОНКАКАФ. 1996 року Луїс Фернандо Тена став головним тренером команди «Текос», в якій працював до наступного року, після чого повернувся до клубу «Крус Асуль», з яким у цьому ж році вдруге виграв Кубок чемпіонів КОНКАКАФ. Цього разу Тена працював у «Крус Асуль» протягом 3 років, і в 2000 році став головним тренером клубу «Монаркас», з яким виграв зимовий чемпіонат Мексики.
У 2002 році Луїс Фернандо Тена прийняв пропозицію попрацювати у клубі «Сантос Лагуна». 2003 року тренер залишив команду із Торреона. наступного року тренер утретє очолив клуб «Крус Асуль».
У 2006 році Тена отримав запрошення керівництва клубу «Америка» очолити команду. У перший же рік роботи з новим клубом тренер утретє став переможцем Кубка чемпіонів КОНКАКАФ, проте вже наступного року покинув команду. У 2008 році Луїс Фернандо Тена вдруге у своїй кар'єрі очолив клуб «Монаркас», з яким працював до 2009 року, після чого у 2009—2010 роках працював у клубі «Чьяпас».
У 2010 році Луїс Фернандо Тена увійшов до тренерського штабу національної збірної Мексики. Одночасно тренер очолив олімпійську збірну Мексики, з якою виграв футбольний турнір літніх Олімпійських ігор 2012 року. Пізніше у 2013 році Тена нетривалий час очолював тренерський штаб національної збірної Мексики.
У 2014 році Тена утретє за кар'єру став головним тренером команди «Крус Асуль», цього разу пропрацював з командою до 2015 року. Згодом протягом 2016 року він очолював тренерський штаб клубу «Леон».
У 2017 році Луїс Фернандо Тена очолив клуб «Керетаро», з яким пропрацював до 2018 року. У 2019—2020 роках тренер очолював клуб «Гвадалахара», а в 2020—2021 році керував діями клубу «Хуарес».
З 2021 року Луїс Фернандо Тена очолює тренерський штаб команди Гватемала, керував її діями на Золотому кубку КОНКАКАФ 2023 року, на якому гватемальська збірна у чвертьфіналі поступилася збірній Ямайки.

## Титули і досягнення

### Як тренера
- Чемпіон Мексики (1):

«Монаркас»: 2000 (зимовий)
- Володар Кубка чемпіонів КОНКАКАФ (3): 1996, 1997, 2013—2014
- Олімпійський чемпіон (1): 2012